# Piazza Duomo (Crotone)
Piazza Duomo è una delle piazze principali della città di Crotone. Qui vi si trovano il Palazzo Arcivescovile e la basilica cattedrale di Santa Maria Assunta, entrambi più volte ricostruiti. Il 9 Gennaio 2023 la piazza viene interdetta al traffico veicolare rendendola di fatto isola pedonale.

## Storia

### Feste patronali
In onore della Madonna ricorre ogni anno la Festa della Madonna di Capocolonna che si svolge, come ogni anno, la terza domenica di maggio. Oltre al Quadro Grande all'interno della basilica vi è anche un secondo quadro, il Quadro Piccolo, che è uno dei quadri che viene usato tutti gli anni, mentre l'originale si festeggia ogni sette anni, trasportato da buoi per Capo Colonna. Oltre al quadro della Madonna è presente anche la statua di padre Pio da Pietrelcina, nonché il fonte battesimale risalente ad epoca antica. In più vi è il quadro di Maria Santissima Immacolata, creato nel 1700. Inoltre vi è una cappella, dove viene riposta la miniatura moderna della Madonna di Capocolonna, e dove al suo interno vi si trovano numerosi altri affreschi.